# Carl Stegmann (Kaufmann)
Carl Stegmann (* 26. Oktober 1881 in Geestemünde, Provinz Hannover; † 9. Januar 1967 in Norden, Niedersachsen) war ein deutscher Kaufmann und Reeder.

## Leben
Carl Stegmann stammt gebürtig nicht aus Ostfriesland, verbrachte aber nahezu sein ganzes Leben dort und identifizierte es mit seiner Heimat. Bereits früh zog er mit seiner Familie nach Norden, wo sein Vater Carl Stegmann das Ulrichs-Gymnasium leitete. Nach dem Abitur studierte Stegmann in Hannover und Marburg Pharmakologie und arbeitete zunächst als Apotheker in Norden. Während seines Studiums wurde er Mitglied beim Verein Deutscher Studenten Marburg.
Schon nach einigen Jahren übernahm er nach dem Tode seines Schwiegervaters die Weingroßhandelsfirma U. Groenefeld. Sein eigentlicher Wirkungskreis aber war die 1871 gegründete Reederei Norden-Frisia. 1923 trat er in den Aufsichtsrat ein, wechselte 1929 in den Vorstand, dessen Vorsitzender er über drei Jahrzehnte blieb, um dann 1960 wieder in den Aufsichtsrat einzutreten, dem er bis zu seinem Tode angehörte.
Als Reedereidirektor prägte er einen Zeitraum, in dem auch Ostfriesland Teil eines ausgedehnten Bäder- und Massentourismus wurde und seine wirtschaftlichen Strukturen so allmählich veränderte. Unter seiner Leitung schuf die Firma in schwierigen Zeiten eine moderne Infrastruktur, um den gewandelten Anforderungen gewachsen zu sein. Neue, moderne Schiffe zur Personen- und Frachtbeförderung, eine Anpassung an die veränderten Verkehrsgewohnheiten mit der Schaffung von Parkmöglichkeiten für Touristen in Norddeich, die Modernisierung der Inselanlagen bis hin zum Bau eines neuen Inselanlegers auf Juist nach der Zerstörung der alten Holzlandungsbrücke in einem Wintersturm 1947 gingen im Wesentlichen auf Stegmanns Konto.
Die Region erkannte schon früh Stegmanns Fähigkeiten. Bereits 1923 wurde er Mitglied der Vollversammlung der Industrie- und Handelskammer für Ostfriesland und Papenburg und gehörte ihr für fünfunddreißig Jahre an. 1945 wurde er zu ihrem Vizepräsidenten ernannt und nach der demokratischen Neustrukturierung auch gewählt. 1950 wählte ihn die Kammer schließlich auch zu ihrem Präsidenten und 1958 nach seinem Rückzug zum Ehrenpräsidenten.
Das zweite wichtige verbandspolitische Arbeitsfeld Stegmanns war der Landesfremdenverkehrsverband Ostfriesland. Seine Gründung in den 1920er Jahren geschah auf Stegmanns Anregung, und er gehörte mehr als vier Jahrzehnte lang zu seinen führenden Mitgliedern. 1945 übernahm er für mehrere Jahre den Vorsitz und engagierte sich dann auch auf Bundesebene in der Fremdenverkehrsorganisation.
Neben seinen wirtschaftlichen Aktivitäten spielte für Stegmann immer auch der Einsatz für seine Heimat Ostfriesland eine zentrale Rolle. Dies begann schon mit seinem kommunalpolitischen Engagement in Norden als Senator und Kreistagsmitglied nach dem Ersten Weltkrieg bzw. als Landrat in Norden und Mitglied des Kreistags nach 1945, führte über zahlreiche Vorstandsmitgliedschaften von Vereinen seiner Heimatstadt und gipfelte in seiner Tätigkeit für die Ostfriesische Landschaft. Zunächst als Landschaftsrat, dann, von 1954 bis 1965, auch als Landschaftspräsident in der Nachfolge Jann Berghaus’ leitete er die Ostfriesische Landschaft in den schwierigen Jahren nach dem grundlegenden Verfassungsumbau von 1949/50. In seiner Amtszeit gelang unter anderem die Schaffung einer wissenschaftlichen Bibliothek, die für die kulturelle Identität der Region von großer Bedeutung war und ist.
Ohne Zweifel gehört Stegmann zu den wenigen bedeutenden Persönlichkeiten des Wirtschaftslebens, die Ostfriesland im 20. Jahrhundert aufzuweisen hat. Die enge Verbindung von wirtschaftlichem Erfolg und heimatlicher Verbundenheit ist allerdings wohl typisch für eine ganze Reihe von Kaufleuten und Unternehmern in der Region. Er war Mitglied der Freimaurerloge Zu den drei Sternen in Norden.

## Ehrungen
- 1952: Verdienstkreuz (Steckkreuz) der Bundesrepublik Deutschland
- 1955: Großes Verdienstkreuz der Bundesrepublik Deutschland